# لمور چنگال‌نشان پرینت
 لمور چنگال‌نشان پرینت (نام علمی: Phaner parienti) نام یک گونه از سرده لمور چنگال‌نشان است.